# Viktor Mataja
Viktor Mataja (20. července 1857 Vídeň – 19. června 1934 Vídeň) byl rakousko-uherský, respektive předlitavský ekonom, státní úředník a politik, v letech 1908–1909 a znovu roku 1911 a roku 1917 ministr obchodu, v roce 1918 ministr sociální péče Předlitavska.

## Biografie
V letech 1878–1882 vystudoval práva na Vídeňské univerzitě. V roce 1883 získal titul doktora práv. Až do roku 1890 pak působil ve vídeňské obchodní a živnostenské komoře. V roce 1884 se habilitoval na Vídeňské univerzitě v oboru politické ekonomie. Od roku 1892 byl profesorem na univerzitě v Innsbrucku a profiloval se jako nástupce ekonoma Eugena von Böhm-Bawerka. V roce 1900 byl jmenován sekčním šéfem na ministerstvu obchodu.
Vrchol jeho politické kariéry nastal, když se za vlády Richarda Bienertha stal ministrem obchodu coby pověřený provizorní správce rezortu. Funkci zastával v období 15. listopadu 1908 – 10. února 1909. Do čela tohoto rezortu se vrátil ještě za vlády Paula Gautsche (od 28. června 1911 do 3. listopadu 1911) a potřetí byl ministrem obchodu ve vládě Ernsta Seidlera od 23. června 1917 do 30. srpna 1917. Od 1. ledna 1918 pak ve vládě Ernsta Seidlera zasedl na nově utvořený post ministra sociální péče. Portfolio si udržel i v následující vládě Maxe Hussarka a setrval na něm až do 25. října 1918.
V roce 1914 se stal prezidentem Statistische Zentralkommission (Ústřední statistická komise, tedy statistický úřad). Tuto funkci zastával, nyní již v poválečném Rakousku, i v letech 1918–1922.
Jeho nevlastním bratrem byl Heinrich Mataja, rakouský politik a meziválečný ministr.